# Ян Кубелик
Ян Кубелик (чеськ. Jan Kubelík; 5 липня 1880 — 5 грудня 1940) — чеський скрипаль і композитор.

## Біографія
Народився 5 липня 1880 року в Міхле, поблизу Праги в родині музиканта. У 4-річному віці батько подарував йому першу скрипку. З того часу постійно займався грою на скрипці.
Навчався в Празькій консерваторії у педагога Отакара Шевчика. Після закінчення консерваторії ще протягом двох років продовжував підвищувати свою майстерність.
У 1897 році закінчив навчання у О. Шевчика. Переїхавши до Відня, працюавав у промисловця Броша, даючи уроки його дочці.
У 1899—1900 роках пройшло перше міжнародне турне скрипаля. Він виступав в Італії, Каннах, Монте-Карло, Ніцці. З Франції направився до Лондона. У 1902 році Кубелик гастролював у Російській імперії. Того ж року він відправився в турне до США: дав концерти в Нью-Йорку, Філадельфії, Чикаго, Вашингтоні. Повернувшись до Лондона, Ян Кубелик був удостоєний медалі Бетховена й звання почесного члена Лондонської філармонії.
До початку Першої світової війни, постійно виступаючи з концертами, Кубелик побував у Австралії і Новій Зеландії, Південній Америці і на Кубі, неодноразово відвідував США і Російську імперію.
Роки Першої світової війни Ян Кубелик провів на батьківщині, займаючись композицією і грою в домашньому квартеті. Відразу, як тільки було заключено мир, він відновив концертну діяльність. Проте гра його вже не викликала такого захоплення, як раніше. На концертах збирались напівпорожні зали, а в Австралії йому навіть відмовили в запису грампластинки.
У подальшому він концертував переважно по Чехії, Румунії, Італії, США. Більше часу став приділяти композиції, написав симфонію, що була виконана в Голівуді. Останні свої концерти Кубелик дав 8 травня 1940 року в Празі та 11 травня — в Невелкові.
Помер Ян Кубелик 5 грудня 1940 року.

## Скрипки
Ян Кубелик свої концерти давав, граючи на скрипках відомих італійських майстрів Антоніо Страдіварі та Джузеппе Гварнері дель Джезу.
У 1910 році ним придбано скрипку «Імператор», виготовлену А. Страдіварі у 1715 році.
Серед інструментів Кубелика була також скрипка «Німеччина», виготовлена українським скрипковим майстром Львом Добрянським.

## Твори
Для скрипки з оркестром:
- Концерт № 1 (видано у 1920)
- Концерт № 2
- Концерт № 3
- Концерт № 4 (видано у 1932)
- Концерт № 5
- Концерт № 6

Для скрипки і фортепіано:
- Бурлеск
- Східні сцени (видано у 1931)
- Мінует (видано у 1931)